# Neon Indian
Neon Indian é uma banda chillwave de Denton, Texas. A música é composta pelo mexicano Alan Palomo (nascido em 24 de Julho de 1988), que também é conhecido pelo seu trabalho com a banda Ghosthustler e como artista solo, tanto com o pseudônimo VEGA como com o seu nome civil. O álbum de estreia da banda, "Psychic Chasms", recebeu críticas favoráveis, incluindo a designação de "Best New Music" e 14º melhor álbum de 2009 pela Pitchfork Media. A revista Rolling Stone chamou Neon Indian de uma das bandas revelação mais "quentes" de 2010.

## História

### Início
Palomo nasceu em Monterrei, México e se mudou para San Antonio, Texas com 5 anos. Se mudou para Denton, Texas para estudar na Universidade do Norte do Texas. Na época do ensino médio ele já escrevia e tocava antes do Neon Indian, em seus projetos Ghosthustler e VEGA.
Pouco antes do lançamento de "Psychic Chasms", Palomo disse que planejava lançar outro álbum como VEGA, mas isso não aconteceu e não é claro se algum dia acontecerá. Numa entrevista, Palomo cita seu pai como uma influência musical, "só porque é como ele vive a vida -- ele foi brevemente conhecido no fim dos anos 70 e no início dos anos 80 como um pop star mexicano." Palomo também disse que sampleou algum material do seu pai no seu trabalho com Neon Indian.
O nome Neon Indian foi concebido por uma ex-namorada de Palomo, que também era assunto da música "Should Have Taken Acid With You." A reação positiva dela à musica incentivou Palomo a continuar a escrever mais músicas como Neon Indian.

### Psychic Chasms
Em 13 de Outubro de 2009, Palomo lançou seu LP de estreia "Psychic Chasms" pela Lefse Records. O álbum foi indicado a Best New Music pelo website Pitchfork Media. A Pitchfork também classificou duas faixas desse álbum na lista de 100 Melhores Faixas de 2009 e  "Psychic Chasms" em 14º na sua lista 50 Melhores Álbuns de 2009.  "Should Have Taken Acid With You" foi classificada como a 74º melhor faixa do ano e "Deadbeat Summer" (que usa um sample de Izzat Loze? de Todd Rundgren) veio como 13º. The Hype Machine classificou Psychic Chasms como o 47º melhor álbum de 2009. A revista Spin elogiou o álbum por sua "colagem sonhadora de samples e tons de sintetizadores."

## Discografia

### Álbuns
| Ano  | Detalhes do álbum                                                                                            | Melhores posições | Melhores posições |
| Ano  | Detalhes do álbum                                                                                            | US                | US Dance          |
| ---- | --- | ----------------- | ----------------- |
| 2009 | Psychic Chasms - Lançado: 13 de Outubro de 2009 - Gravadora: Lefse Records                                   | –                 | 11                |
| 2010 | Mind Ctrl: Psychic Chasms Possessed - Lançado: 28 de Setembro de 2010 - Gravadora: Fader Label               | –                 | –                 |
| 2011 | Era Extraña - Lançado: 13 de Setembro de 2011 - Gravadora: Static Tongues, Mom + Pop Music                   | 74                | 4                 |
| 2015 | VEGA INTL. Night School - Lançado: 16 de Outubro de 2015 - Gravadora: Transgressive Records, Mom + Pop Music | 84                | 8.6               |

### EPs
- 2009: Psychic Chasms - EP
- 2011: Flaming Lips 2011: The Flaming Lips with Neon Indian"'
- 2013: ERRATA ANEX

### Singles
- 2009: "Deadbeat Summer"  (Top 20 nas paradas de Underground/Indie Pop de 2009)"
- 2010: "6669 (I Don't Know If You Know)" (Janeiro de 2010)
- 2010: "Sleep Paralysist" **  (Março de 2010)
- 2011: "Fall Out" (Julho-Agosto de 2011)
- 2011: "Polish Girl" (Agosto de 2011)
- 2012: "Hex Girlfriend" (Março de 2012)
- 2013: "Halogen(I Could Be A Shadow)" (Abril de 2013)
- 2015: "Annie" (Mai de 2015)
- 2015: "Slumlord" (Aug de 2015)
- 2015: "The Glitzy Hive" (Out de 2015)